# Zama (filme)
Zama é um filme de drama argentino de 2017 dirigido e escrito por Lucrecia Martel. Foi selecionado como representante de seu país ao Oscar de melhor filme estrangeiro em 2018.

## Elenco
- Daniel Giménez Cacho - Don Diego de Zama
- Lola Dueñas
- Matheus Nachtergaele
- Juan Minujín